# 薩莫沃利亞
50°34′24″N 24°25′11″E / 50.57333°N 24.41972°E
薩莫沃利亞（烏克蘭語：Самоволя），是烏克蘭的村落，位於該國西部沃倫州，由沃洛德米爾區負責管轄，始建於1583年，面積7.4平方公里，海拔高度217米，2001年人口388，人口密度每平方公里52.43人。